# 別茲帕利切
49°56′9″N 31°55′34″E / 49.93583°N 31.92611°E
貝茲帕利切（烏克蘭語：Безпальче）是位於烏克蘭中部的村莊，由切爾卡瑟州佐洛托諾沙區的赫利米亞濟夫市鎮負責管轄。該村始建於1622年，面積3.75平方公里，2007年人口641，人口密度每平方公里170.9人。